# Pontault-Combault
Pontault-Combault is een gemeente in het Franse departement Seine-et-Marne (regio Île-de-France). De gemeente telde 38.941 inwoners op 1 januari 2022. De plaats maakt deel uit van het arrondissement Torcy.
Het gemeentehuis is het voormalig Kasteel van Combault. De kerk Saint-Denis werd herbouwd aan het einde van de 19e eeuw. Ze heeft wel een klok, Marie genaamd, uit 1558.

## Geschiedenis
In de middeleeuwen waren er drie dorpen en parochies op het grondgebied van de gemeente: Pontault (kerk Saint-Denis) en Berchères (kapel Saint Pierre-ès-Liens) hingen af van de priorij van Gournay, en Combault (kerk Saint-Côme et Saint-Damien) hing af van de aartsbisschop van Parijs. Pontault was bovendien een heerlijkheid waarvan de heren resideerden in het Kasteel van Candalle.
Na de Franse Revolutie werd de kapel van Berchères opgekocht en afgebroken. In 1839 fuseerden de gemeenten Pontault en Combault. Om dat moment telde die laatste maar 80 inwoners. In 1857 werd de gemeente aangesloten op het spoorwegnetwerk.
In de jaren 1920 en '30 werden nieuwe woonwijken gebouwd waardoor de dorpen Pontault en Combault samensmolten.

## Geografie
De oppervlakte van Pontault-Combault bedroeg op 1 januari 2022 13,64 vierkante kilometer; de bevolkingsdichtheid was toen 2.854,9 inwoners per km². De Morbras stroomt door de gemeente.
De onderstaande kaart toont de ligging van Pontault-Combault met de belangrijkste infrastructuur en aangrenzende gemeenten.

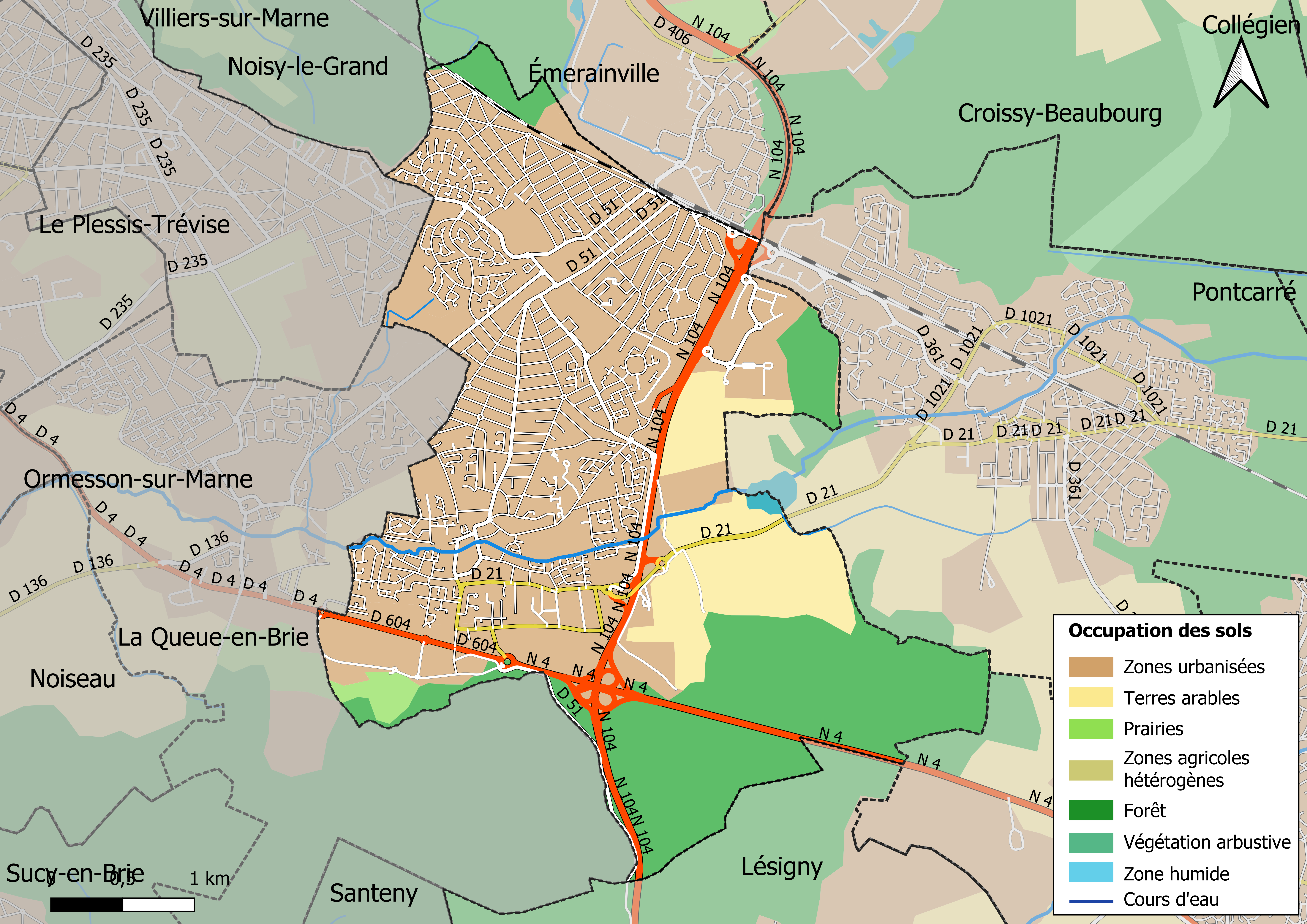

## Demografie
Onderstaande figuur toont het verloop van het inwonertal (bron: INSEE-tellingen).

## Stedenbanden
- Caminha
- Beilstein
- Anyama
- Rădăuţi

## Geboren
- Samed Kılıç (28 januari 1996), voetballer